# Sapar Donieck
Sapar Donieck (ukr. Міні-футбольний клуб «Сапар» Донецьк, Mini-Futbolnyj Kłub "Sapar" Donećk) – ukraiński klub futsalu, mający siedzibę w mieście Donieck. W sezonie 2008/09 występował w futsalowej Pierwszej Lidze Ukrainy.

## Historia
Chronologia nazw:
- 2006: Sapar Donieck (ukr. «Сапар» Донецьк)
- 2009: klub rozwiązano

Klub futsalowy Sapar Donieck został założony w Doniecku w 2006 roku z inicjatywy miejscowego przedsiębiorcy Mykoły Pomazanowa i reprezentował firmę Sapar. W 2006 startował w mistrzostwach miasta Donieck, wygrywając bez straty żadnego punktu. W sezonie 2006/07 debiutował w profesjonalnych rozgrywkach Drugiej Ligi, zajmując drugie miejsce w finale. W następnym sezonie wygrał drugą ligę i awansował do Pierwszej Ligi. W sezonie 2008/09 najpierw zwyciężył w swojej grupie, a potem w turnieju finałowym zdobył mistrzostwo ligi. Jednak z powodów finansowych zrezygnował z awansu do Ekstra Ligi i wkrótce został rozwiązany.

## Barwy klubowe, strój
| Czarny | Biały |

Zawodnicy klubu zazwyczaj grają swoje mecze domowe w czarnych strojach.

## Sukcesy

### Trofea międzynarodowe
Nie uczestniczył w rozgrywkach europejskich (stan na 31-05-2019).

### Trofea krajowe
| \| \| Zdobyte trofea w rozgrywkach Ukrainy (stan na: 31-05-2019) \| |                                                            |      |          |
| Rozgrywki                                                           | Osiągnięcie                                                | Razy | Sezon(y) |
| · Mistrzostwo                                                       | I miejsce                                                  | 0    |          |
| · Mistrzostwo                                                       | II miejsce                                                 | 0    |          |
| · Mistrzostwo                                                       | III miejsce                                                | 0    |          |
| Puchar                                                              | zdobywca                                                   | 0    |          |
| Puchar                                                              | finalista                                                  | 0    |          |
| Puchar                                                              | 1/8 finału                                                 | 1    | 2008/09  |
| II liga                                                             | I miejsce                                                  | 1    | 2008/09  |
| II liga                                                             | II miejsce                                                 | 0    |          |
| II liga                                                             | III miejsce                                                | 0    |          |
| Ukraina                                                             | Zdobyte trofea w rozgrywkach Ukrainy (stan na: 31-05-2019) |      |          |

- Druha Liha (III poziom):
  - mistrz (1): 2007/08
  - wicemistrz (1): 2006/07

## Piłkarze i trenerzy klubu

### Trenerzy
Ołeksij Sołomachin (2006–2009)

## Struktura klubu

### Stadion
Klub rozgrywa swoje mecze domowe w Hali FOK Tekstylnyk w Doniecku. Pojemność: 500 miejsc siedzących.

### Sponsorzy
- "Sapar" (ukr. Сапар)